# Hans Herman Henriksen
Hans Herman Henriksen (Narvik, 3 gennaio 1958) è un ex calciatore norvegese, di ruolo difensore.

## Carriera

### Club
Dopo aver iniziato la carriera nel Mjølner, Henriksen giocò per gli statunitensi del Chicago Sting, formazione militante nella North American Soccer League (NASL). Si trasferì poi in Francia, dove rimase per molti anni: vestì le maglie di Meaux, per poi passare al Valenciennes.
Nell'estate 1984 passò in prestito al Lillestrøm, per cui giocò una sola partita valida per la Coppa Intertoto: fu in campo nella sconfitta per 2-1 contro il Baník Ostrava.
Henriksen tornò poi al Valenciennes, per vestire successivamente le casacche di Guingamp, Abbeville, Angoulême e Viry-Châtillon, sempre nelle divisioni inferiori del campionato francese. A giugno 1994 fece ritorno nella natia Narvik.

### Nazionale
Conta 22 presenze per la Norvegia. Esordì il 17 dicembre 1984, quando fu titolare nella vittoria per 0-1 contro l'Egitto.